# Шкрянче (Мирна)
Шкрянче (словен. Škrjanče) — поселення в общині Мирна, регіон Південно-Східна Словенія, Словенія.